# ジョンの方程式
数学におけるジョンの方程式（ジョンのほうていしき、英: John's equation）は、函数のX線変換によって満たされるある超双曲型方程式である。フリッツ・ジョンの名にちなむ。
コンパクトな台を持つ函数 {\displaystyle f\colon \mathbb {R} ^{n}\rightarrow \mathbb {R} } が与えられたとき、そのX線変換は {\displaystyle \mathbb {R} ^{n}} 内のすべての直線についての積分となる。各線上の点のペア {\displaystyle x,y\in \mathbb {R} ^{n}}, {\displaystyle x\neq y} によって直線をパラメータ化し、次のX線変換で {\displaystyle u} を定義する：
{\displaystyle u(x,y)=\int \limits _{-\infty }^{\infty }f(x+t(y-x))dt.}
このような函数は、次のジョンの方程式によって特徴付けられる：
{\displaystyle {\frac {\partial ^{2}u}{\partial x_{i}\partial y_{j}}}-{\frac {\partial ^{2}u}{\partial y_{i}\partial x_{j}}}=0.}
この式は三次元についてはフリッツ・ジョン、高次元については Kurusa によって示された。

三次元のX線コンピュータ断層撮影において、ジョンの方程式は失われたデータを埋めるために用いられる。例えば、螺旋のような曲線を横切る点源によってそのようなデータは得られる。
より一般に、超双曲型偏微分方程式（リヒャルト・クーラントによる語）は、次の形式の二階偏微分方程式である。
{\displaystyle \sum \limits _{i,j=1}^{2n}a_{ij}{\frac {\partial ^{2}u}{\partial x_{i}\partial x_{j}}}+\sum \limits _{i=1}^{2n}b_{i}{\frac {\partial u}{\partial x_{i}}}+cu=0}
ここで {\displaystyle n\geq 2} であり、二次形式
{\displaystyle \sum \limits _{i,j=1}^{2n}a_{ij}\xi _{i}\xi _{j}}
は変数の線型変換によって次の形式に書き下される。
{\displaystyle \sum \limits _{i=1}^{n}\xi _{i}^{2}-\sum \limits _{i=n+1}^{2n}\xi _{i}^{2}.}
非特性的な超曲面の解の値を任意に特定することは不可能である。しかしジョンの論文では、u の任意の特殊化が解に拡張されるような多様体の例が与えられている。